# Serixia paradoxa
Serixia paradoxa là một loài bọ cánh cứng trong họ Cerambycidae.